# Латимерія коморська
Латиме́рія комо́рська, або целака́нт комо́рський (Latimeria chalumnae) — один з двох видів роду Latimeria, целакантів, що збереглися до сьогоднішнього часу.
Є однією із живих викопних тварин.
Нині відомо два види латимерій — Latimeria chalumnae, що мешкає біля східного і південного берегів Африки, і Latimeria menadoensis, відкрита і описана в 1997—1999 рр. біля острова Сулавесі в Індонезії.

## Еволюція

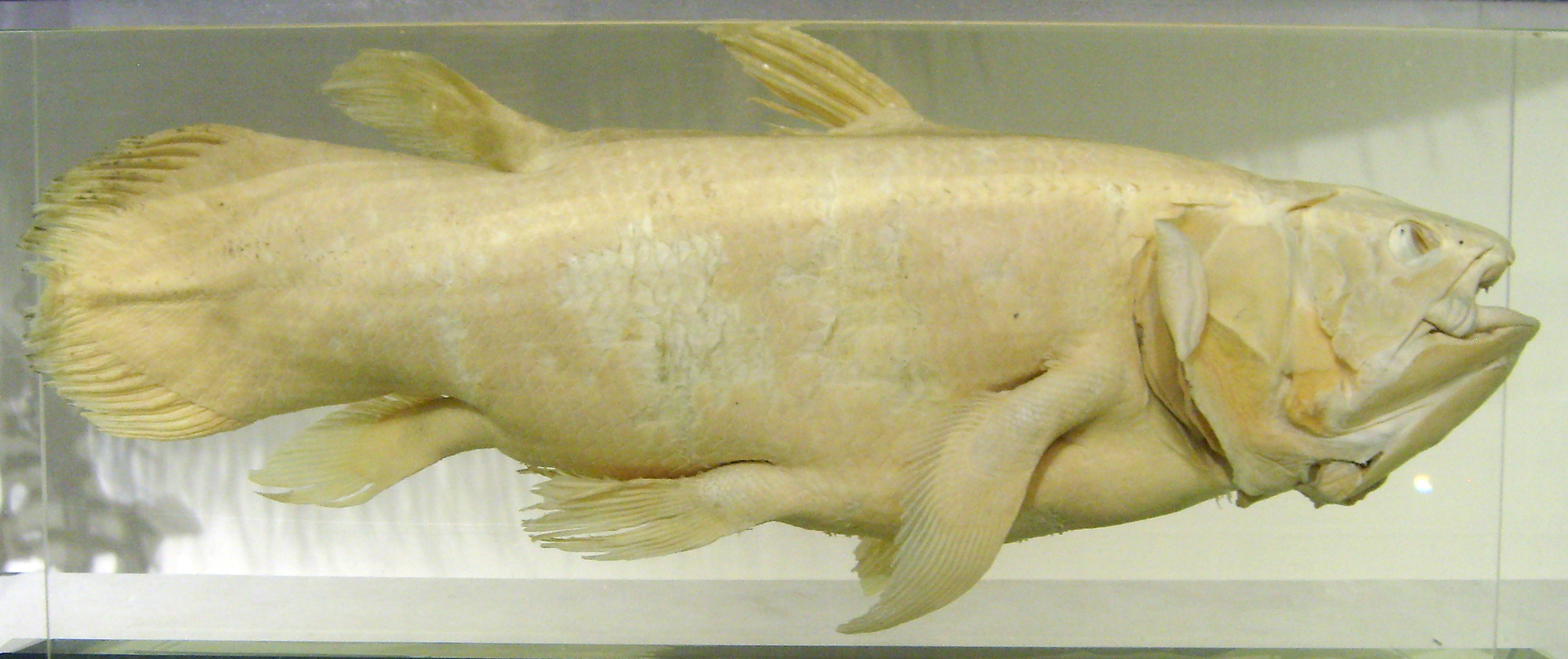
Latimeria chalumnae — експонат Зоологічного музею в Копенгагені

Латимерія відноситься до ряду целакантоподібних, яких часто називають просто целакантами. Це одні із найбільш рідкісних живих істот, які практично не змінилися за 400 мільйонів років свого існування.
Довгий час вважалося, що близькі родичі целакантів стали предками усіх наземних хребетних, проте, дослідження геному латимерії показали, що сучасні тетраподи ближче до дводишних, ніж до целакантів.
У ряді целакантоподібних у процесі еволюції розвинулися особливі анатомічні структури, які не описані в жодної іншої групи тварин. Наприклад, замість характерного для усіх хребетних твердого хребта у целакантів є товстостінна еластична трубка, яка так само далека від хорди їх предків, як і хребет усіх інших хребетних, хоча розвиток цієї структури відбувався в абсолютно іншому напрямі еволюції.
Замість суцільного черепа, целакант має специфічну мозкову коробку, що складається з двох частин, які зчленовуються внутрішнім суглобом, укріпленим базикраніальним м'язом. Латимерія коморська (разом із латимерією індонезійською) — це єдині сучасні тварини із подібною будовою черепа.
Внутрішньочерепний суглоб, разом з іншими унікальними суглобами в голові латимерій, специфічними ростральними органами і горловою мережевою електросенсорною системою, достовірно ілюструє процес «всмоктувального» живлення і таку характерну особливість поведінки целакантів, як зависання вниз головою, яке вперше спостерігав іхтіолог Ганс Фрике.
Генетичні дослідження показали, що латимерії більше споріднені із чотириногими (Tetrapoda), ніж із променеперими рибами.
Також, геном Latimeria chalumnae досліджували в 2013 році за для забезпечення і кращого розуміння еволюції тетрапод.

## Історія відкриття виду
Протягом довгих років, рід цекалантів вважався повністю вимерлим, й існування його представників в наші часи навіть не припускалося.

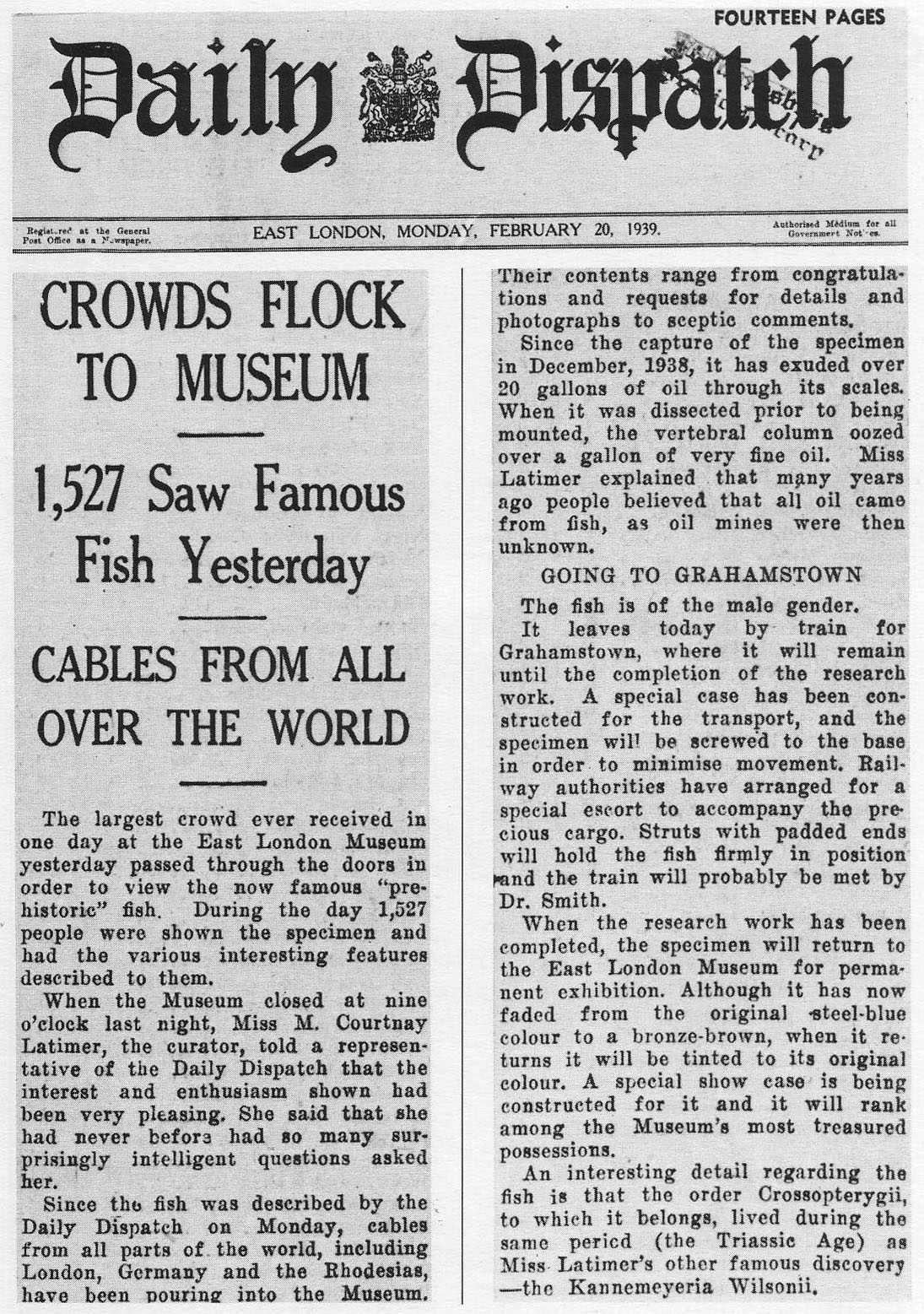
Стаття про знахідку латимерії у 1939 р., журнал Daily Dispatch

У грудні 1938 року в Індійському океані рибалки виловили небачену раніше велику рибу, яка поводила себе досить агресивно. Ця особина була доставлена в музей міста Іст-Лондон. Оскільки живою цю рибу до приїзду вчених зберегти не вдалося, наукова співробітниця музею Марджорі Латимер зробила із неї опудало. Вивчав опудало і залишки риби професор Дж. Сміт, який зрозумів, що вона належить саме до кистеперих риб, які тривалий час вважалися вимерлими. У березні 1939 року він опублікував опис знахідки, давши їй латинську назву Latimeria chalumnae на честь Марджорі Латимер і місця знахідки (річка Чалумна). Професор Сміт охарактеризував цю рибу як «жива викопна», що згодом стало загальноприйнятим терміном у науці. Місцеві жителі називали цю істоту «гомбеса».
Після виявлення першої латимерії в 1938 році іншу особину було впіймано лише в 1952 році; при цьому вона не мала переднього спинного плавця. Джеймс Сміт спочатку описав її як Malania anjouanae. Більш досконале вивчення зразка показало, що його анатомія у всьому, окрім цього плавця, ідентична першому зразку. Ця особина також була віднесена до виду Latimeria chalumnae.
Другий вид цього роду був відкритий у водах біля міста Манадо, розташованого на північному узбережжі острова Сулавесі, 18 вересня 1997 року Марком Ердманом, біологом із Каліфорнії. На честь місця знахідки істоті привласнили назву Latimeria menadoensis. Іншу особину було впіймано в тому ж регіоні 30 липня 1998 року.
Нині виділяють одну родину Latimeriidae з одним родом Latimeria, що містять 2 види: Latimeria chalumnae (коморська латимерія) і Latimeria menadoensis (індонезійська латимерія).
| Дата    | Опис |
| ------- | --- |
| до 1938 | Попри те, що латимерія була невідома за заході, аборигени Південної Африки знали про цю рибу, називаючи її «gombessa» або «mame».                                                      |
| 1938    | (23 грудня) За 70 км на південному-заході від Іст-Лондону було вперше знайдено сучасного целаканта.                                                                                    |
| 1952    | (21 грудня) Другий відомий для науки екземпляр латимерії був знайдений біля Коморських островів. З тих часів близько 200 латимерій було зловлено біля островів Великий Комор і Анжуан. |
| 1988    | Першу фотографію латимерії в її природному середовищі зроблено Гансом Фріке біля Великого Комора.                                                                                      |
| 1991    | За 24 км на північний схід від узбережжя Келімане, Мозамбік, знайдено ще одного целаканта.                                                                                             |
| 1995    | За 30 км на південь від Туліару, Мадагаскар, знайдено ще одного целаканта. |
| 1997    | (18 вересня) Знайдено новий вид латимерії, цього разу біля берегів Індонезії. |
| 2000    | Група целакантів відзначена дайверами біля Содвана-Бей, Водяно-болотний парк Ісімангалісо, Південна Африка.                                                                            |
| 2001    | Ще одну групу виявлено біля берегів Кенії. |
| 2003    | Вперше целакант впійманий рибалкою в Танзанії. Взагалі за рік піймано 22 такі істоти.                                                                                                  |
| 2004    | Канадський дослідник Вільям Саммерс впіймав найбільшу з відомих особин целаканта біля берегів Мадагаскару.[джерело?]                                                                   |
| 2007    | (19 травня) Індонезійський рибалка Джустінус Лаама впіймав біля берегів Сулавесі особину довжиною 1,31 м і вагою 51 кг, яка впродовж 17 годин жила у басейні.                          |
| 2007    | (15 липня) Двоє рибалок із Занзібару впіймали латимерію довжиною 1,34 м і вагою 27 кг. Рибу було впіймано біля північного узбережжя острова, біля берегів Танзанії.                    |

## Опис

### Зовнішній вигляд
Вага цих риб може сягати 95 кг, довжина тіла від 109 до 180 см, причому самки більші за самців. Забарвлення у Latimeria chalumnae може бути від світлого до темно-коричневого кольору у індонезійської латимерії, та синьо-сірого або синьо-блакитного у коморських латимерій. Цікавий і той факт, що після смерті коморські целаканти набувають коричневого забарвлення.
На голові, біля основи плавців і по тілу, розташовуються білі плями, які створюють унікальний малюнок для кожної риби. Таке забарвлення є відмінним маскуванням при їх способі життя.
Цікава і будова латимерії. Вона, як і всі риби, має обтічну форму тіла і покрита досить грубою лускою. Луска латимерії складається з чотирьох шарів: поверхневого емалеподібного, губчасто-кісткового, кістково-губчастого і нижнього — щільного кісткового.

### Особливості анатомії
Будова скелету латимерії коморської — сучасного целаканта — майже ідентична скелету її предків, що жили понад 200 мільйонів років тому (хоча середній розмір сучасного виду трохи зріс). Дослідження латимерій виявили, що вони мають багато спільних рис із хрящовими рибами. Ці риси було інтерпретовано як «ознаки примітивних хребетних», але разом з ними целаканти мають і більше спеціалізовані ознаки будови.
Найбільш яскравою характеристикою целакантів є наявність у них специфічних лопатевих плавців. Попри те, що ці плавці мають ряд загальних ознак із плавцями викопних дводишних риб і деяких багатоперових, жодна інша група риб не має відразу сім плавців такої будови. Парні плавці целакантів підтримуються своєрідними кістковими поясами, які нагадують собою структури, що є еволюційними попередниками плечового і тазового поясів наземних чотириногих хребетних.

Осьовий скелет латимерій еволюціонував незалежно від інших хребетних, таких, що навіть мають хорду. Справжніх хребців у латимерії немає. Вісь скелета утворена хрящовими дугами — хордою, яка складається з еластичних волокон покритих чохлом і заповнених гелеподібної рідиною.
За хімічною будовою, луска латимерії подібна до людських зубів. Внутрішній череп, повністю скостенілий, розділений рухомим з'єднанням на передню — рильну, і задню — мозкову частини. Мозковий череп латимерій розділений внутрішнім суглобом на передню і задню долі, і це дозволяє рибам відкривати рот не лише за допомогою опускання нижньої щелепи, але також піднімаючи верхню. Це істотно збільшує розмір ротового отвору, і, підвищуючи об'єм ротової порожнини, забезпечує посилене всмоктування.

Головний мозок повністю розташований над передньою частиною хорди. Він дуже малий (3 г у риби вагою 40 кг), його обсяг займає не більше 1/100 об'єму мозкової коробки, заповненої практично повністю жироподібною масою. Мозок схожий на такий у дводишних риб і різко відрізняється від мозку кісткових риб. Епіфізарний комплекс, забезпечує фоторецепцію у багатьох хребетних, і у латимерій він розвинений краще у порівнянні з іншими рибами, хоча і прихований під кістками черепа (у більшості копалин кистеперих в черепі був для нього спеціальний отвір). Цей орган містить у собі добре розвинені світлочутливі клітини. На відміну від більшості кісткових риб, у латимерії асиметрія пов'язаних з нею структур мозку така ж, як і у земноводних.
У латимерії повністю відсутній базальний сосочок у внутрішньому вусі, проте, спеціалізація мембрани в контексті структури, розташування і іннервації схожа зі спеціалізацією базального сосочка у тетраподів. Електросенсорні органи на голові і горловій пластинці цієї риби, разом з ростральними органами, дослідники вважають засобами ехолокації у полюванні за здобиччю. Травній системі латимерії притаманна наявність спірального клапана з унікальними, надзвичайно подовженими, майже паралельними спіральними конусами в кишечнику.

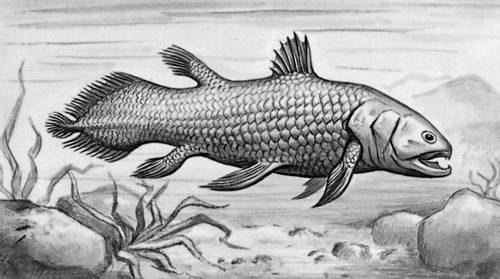
Графічне зображення латимерії

Серце латимерії подовжене, його структура аналогічна такій в інших риб, і воно є набагато складнішим за S-образну ембріональну трубку, що є початковою формою для усіх класів риб. Згідно з опублікованими в 1994 році даними, Latimeria chalumnae, спіймана в 1991 році біля Гахаї (острів Гранд-Комор), мала 48 хромосом. Такий каріотип (хромосомний набір) помітно відрізняється від каріотипу дводишних риб, але дуже схожий на 46-хромосомний каріотип земноводного Ascaphus truei.
Комплекс дермальних каналів, відомий лише у викопних безщелепних і деяких, також викопних, щелепних риб, у L. chalumnae існує разом із звичайним для сучасних риб рядом ямок, що утворюють бічну лінію.
Очі у латимерій дуже великі і їх будова сприяє сприйняттю світла при низькій освітленості. Максимум поглинання паличок зміщений в короткохвильову частину спектру, і око сприймає переважно синю частину спектру.

## Поширення

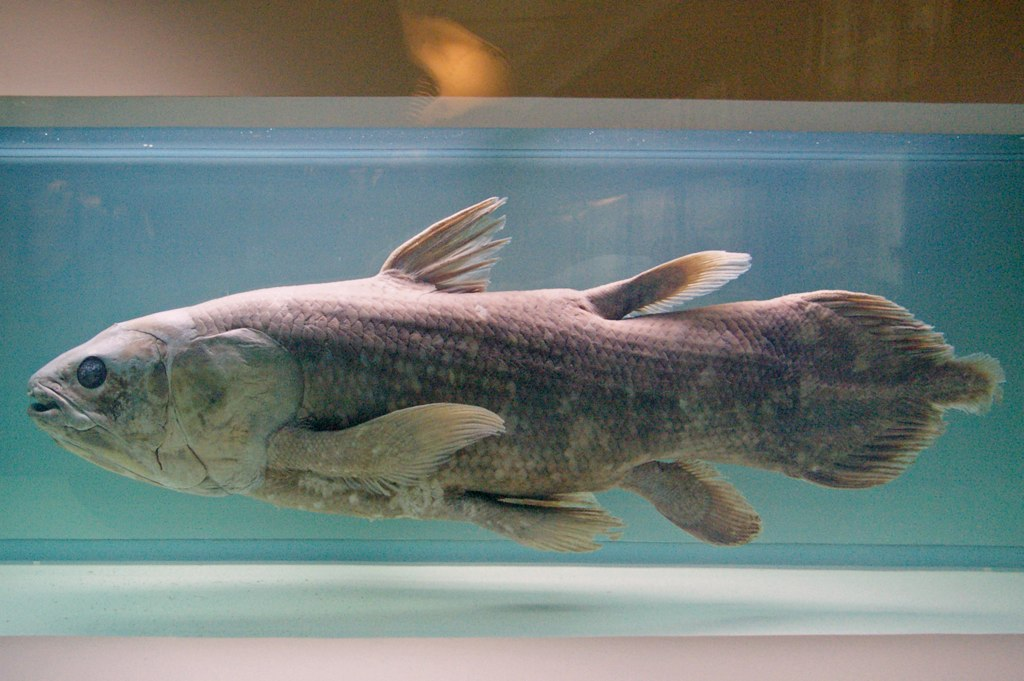
Latimeria chalumnae в Музеї природної історії міста Нант

Ареал проживання цієї риби встановлювався роками, і до 1997 року районом поширення латимерії вважався тільки південний захід Індійського океану (із центром на Коморських островах), але після відкриття L. menadoensis встановили, що вона мешкає в акваторії біля трьох Коморських островів (Гран — Комор , Мохелі , Анжуан), а також біля берегів Південного Мозамбіку і у південно-західній частині Мадагаскару, в 1998 році також була виявлена популяція латимерії біля берегів Індонезії.

## Екологія виду

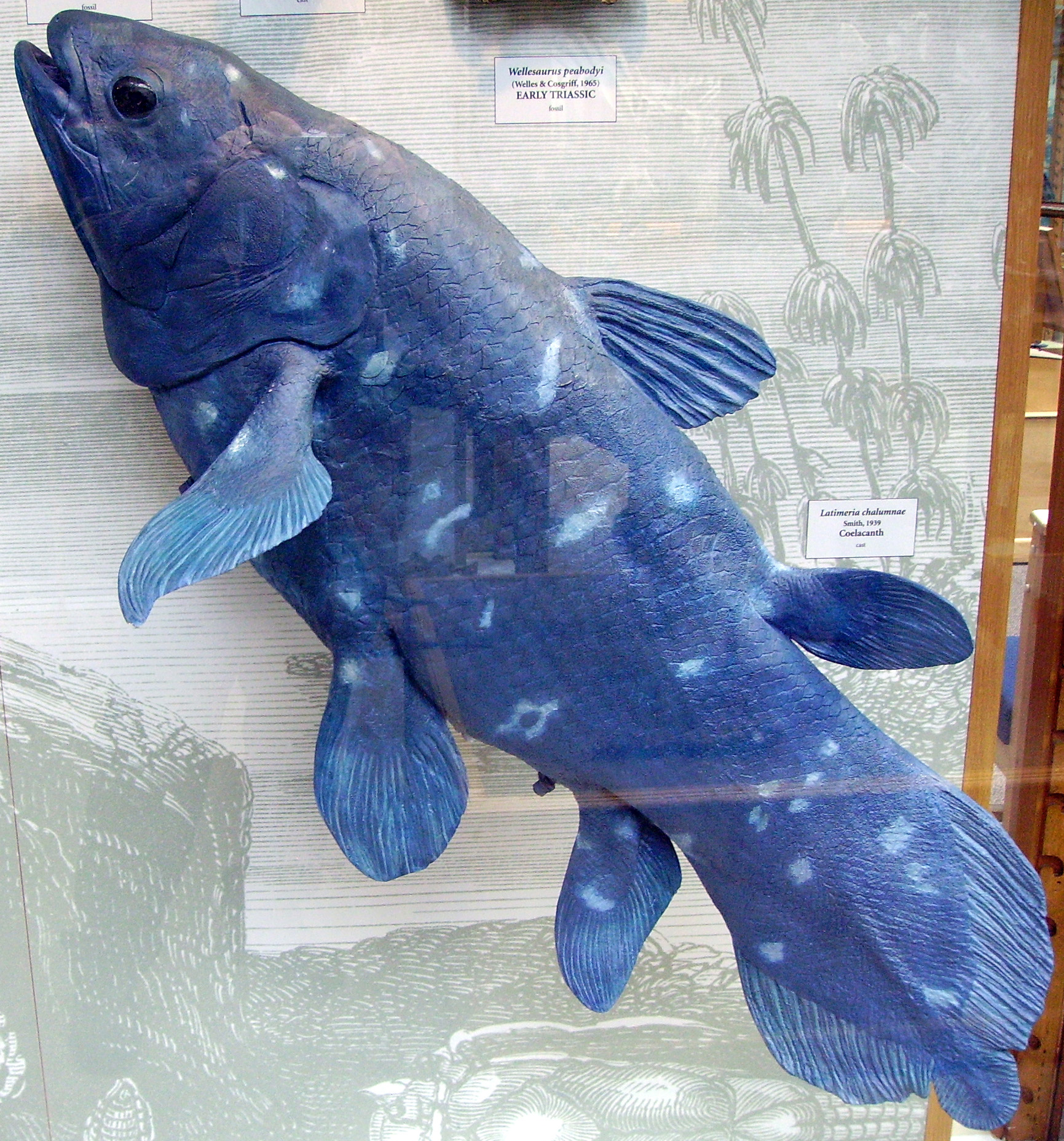
Модель Latimeria chalumnae в Оксфордському музеї природної історії, яка показує природне забарвлення риби

Латимерії — тропічні морські тварини. Латимерії, що живуть біля Содвана-Бей у Південній Африці, відпочивають у печерах на глибині 90-150 м протягом світового дня і випливають на глибину менш за 55 м на полювання уночі. Для латимерій важлива не стільки глибина, скільки темрява, а ще більше — температура від 14 до 22 °C. Кількість кисню, яку кров може поглинати з води через зябра, залежить від температури води.
Наукові дослідження вказують, що латимерії вимушені залишатись у холодних, багатих киснем водах, у протилежному випадку їх кров не здатна поглинати достатню кількість кисню. Також, вони віддають перевагу районам з крутими обривами і невеликими відкладеннями коралового піску. Гемоглобін L. chalumnae найсильніше зв'язується з киснем при температурі 16-18 °C. Ця температура збігається з ізобатою 100—300 метрів у більшості районів, заселених латимеріями.
Їжі на цих глибинах не вистачає, і целаканти вночі часто переміщуються в менш глибокі шари води. Вдень вони, навпаки, занурюються до рівня, який надає найбільш комфортну для них температуру, і зграями ховаються в печерах. В цей час повільне пересування (часто за течією), ймовірно, служить латимеріям для економії енергії. Якщо вищезгадані гіпотези вірні, то латимерії, підняті на поверхню, де температура набагато вище 20 °C, відчувають респіраторний стрес, виживання після якого маловірогідно навіть при наступному утриманні впійманих риб у холодній воді.
На острові Гранд-Комор найбільша кількість уловів латимерій відбувається навколо застиглих лавових викидів. Ці лавові поля містять більше порожнеч, ніж інші берегові ділянки, де латимерії можуть знайти здобич і перечекати денний час.

## Спосіб життя

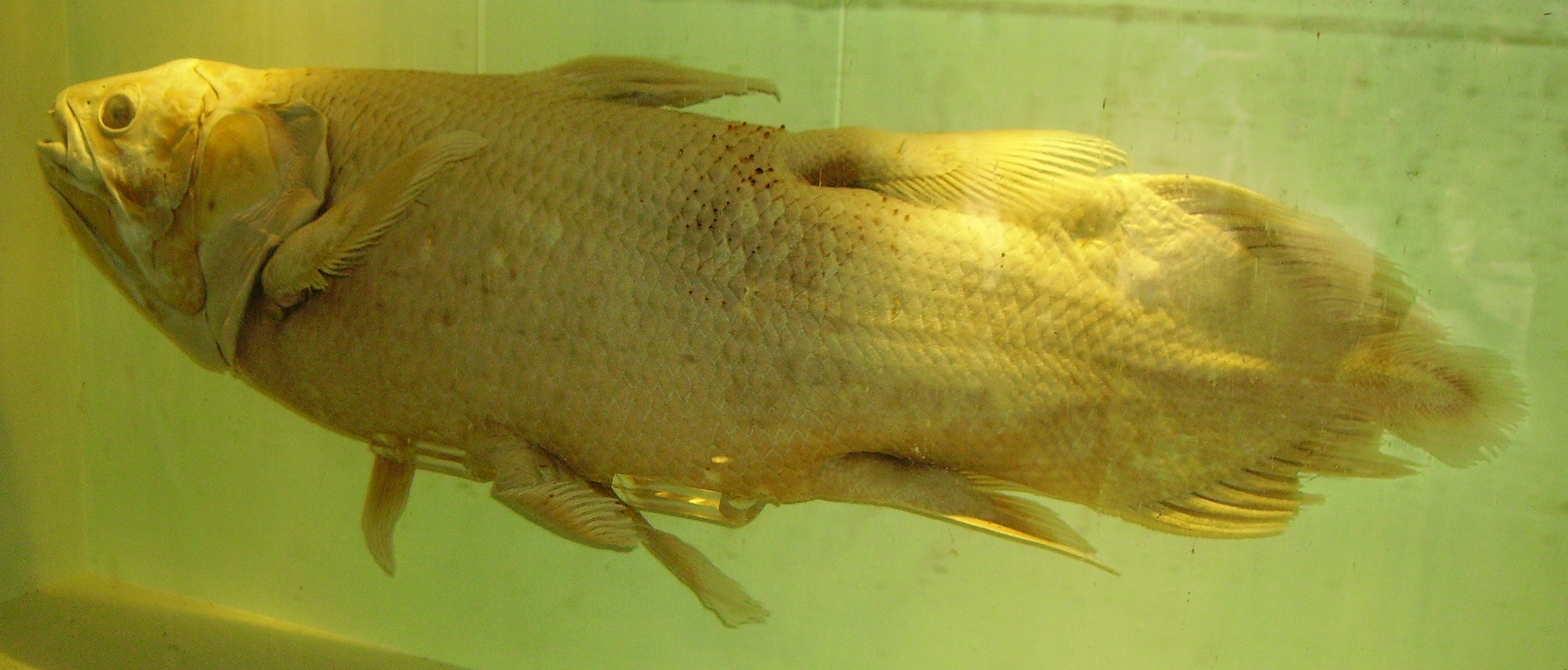
Коморський целакант в Лондонському музеї

Вже після перших спостережень в 1987 році при зануренні батискафа «GEO» біолог Ганс Фріке відмітив, що вночі усі латимерії дозволяють переносити себе висхідним і низхідним течіями води, а також горизонтальним течіям. Парні плавники стабілізують латимерію, що дрейфує, таким чином, що вона заздалегідь обпливає будь-які перешкоди. Також Фріке повідомив, що усі риби час від часу перевертаються вертикально головою вниз, і залишаються в такому положенні до двох хвилин. Пізніше цей факт підтвердився.
Латимерії — повільні риби, але при цьому при цьому досить добре володіють своїм важким тілом. Вони можуть плавати задом наперед, черевом верх, стояти на голові або лежати черевом на дні, при цьому вони не повзають по дну, як вважалося раніше.
Використовують пасивне і активне плавання. Пасивно плавають за допомогою течій, пливуть уздовж схилів островів. При такому способі плавання долати перешкоди і орієнтуватися в просторі їм допомагає електрорецепція.

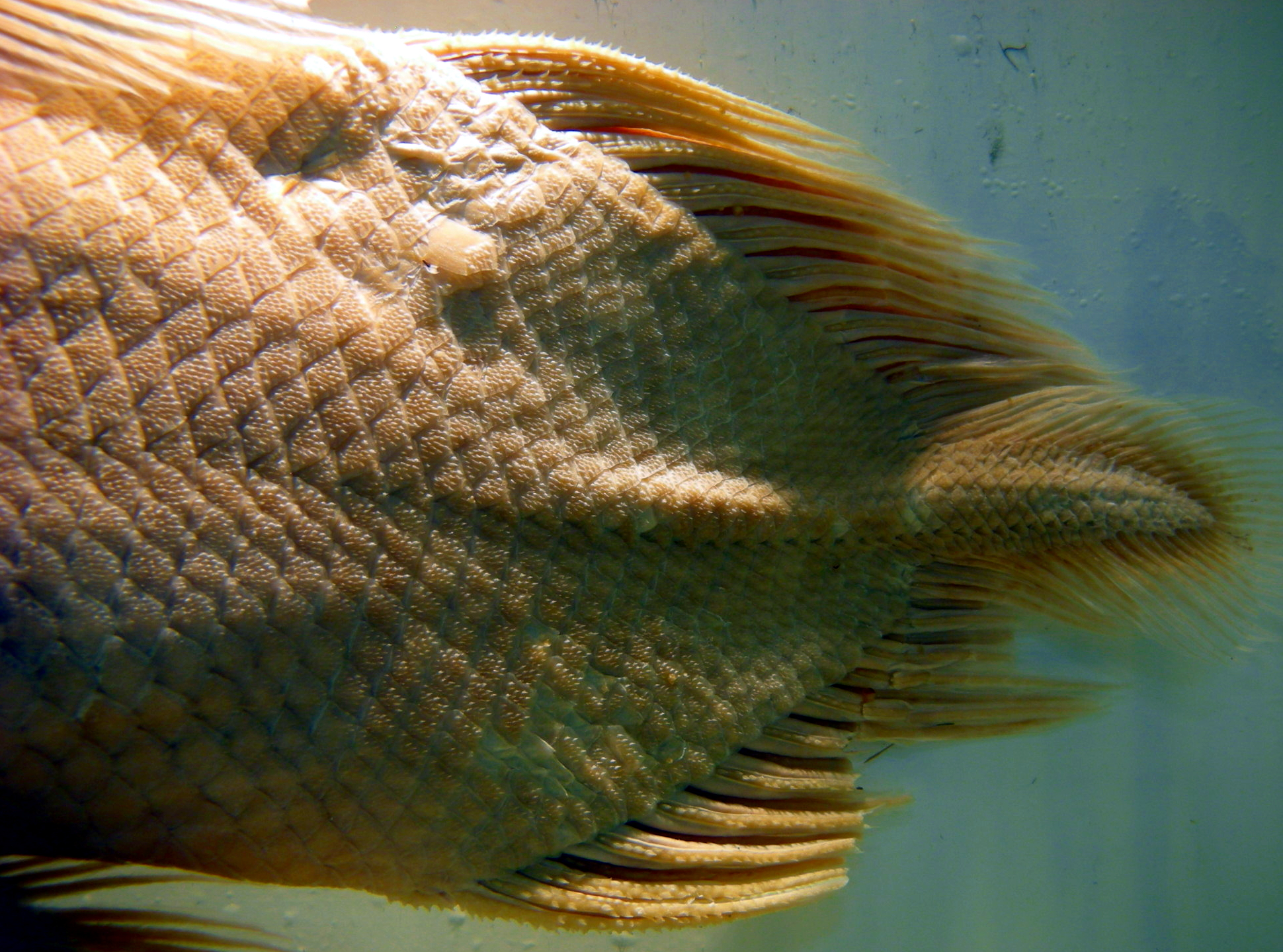
Хвостовий плавець Latimeria chalumnae

Електроцепцію дані риби використовують і для полювання. Як показали дослідження, в передній частині голови кистеперої риби знаходиться орган, такий же, як і в акул. Його завдання — сприймати слабкі електричні поля, які випромінюють інші морські тварини чи предмети.
Щоб довести своє припущення, вчені до плавального апарату прикріпили два платинових електрода і, коли риба підпливла на відстань кількох сантиметрів від приладу, увімкнули слабкий електричний струм. Латимерія відразу ж зупинилась, опустила голову вниз, і приготувалася до полювання. Подібним чином риби реагували і при зустрічі одна з одною. У дослідників склалося враження, що латимерії дізнавалися про наближення іншого целаканта задовго до появи його в полі зору. Це можна пояснити наявністю у обох особин певного електричного поля..
Для активного плавання використовують парні плавці, якими вони б'ють почергово зверху вниз при розгоні. Грудні плавці у цих риб здатні обертатися практично у всіх напрямках. Хвостовий плавець використовується лише для стрімкого ривка. Такі рухи притаманні також легеневим рибам і невеликому числу інших видів придонних риб. Крім того, цей спосіб руху кінцівок також є основним для сухопутних хребетних. Також, вночі, усі риби поодинці переміщаються в глибші шари води або ближче до поверхні.
Для того щоб розвернутися, латимерия притискає до тіла один грудний плавець і розправляє протилежні плавці, при цьому кінцівки працюють чітко і скоординовано.

## Живлення
Коморський вид латимерій добре пристосований до нічного способу життя, і процес живлення у цих риб проходить дуже повільно. Латимерії полюють на різні типи жертв, такі як каракатиці, кальмари, глибоководні риби, дрібні акули. Більшість з цих об'єктів живлення мешкає в підводних печерах.
Целакантам властива здатність плавати під час полювання головою вниз, задом наперед або догори черевом. Для полювання вони опускаються на глибину понад 700 м. Вдень ховаються в підводних печерах на глибині 150—200 м, вчені припускають, що при зануренні до дна у цих риб сповільнюється процеси метаболізму і довше зберігається енергія.
Цій рибі властиве бентосне харчування. Зуби латимерій — численні, конічної форми, гострі, характерні для хижаків. Через особливості будови черепа, латимерії всмоктують їжу разом з водою, різко відкриваючи рот. Їх раціон складається з дрібних глибоководних риб, молюсків. Кишечник відносно короткий, але його вбирали поверхню збільшена, добре розвиненим спіральний клапан, що сприяє сповільненого проходженню їжі.

## Розмноження
Латимерії — різностатеві тварини з чітко вираженим статевим диморфізмом. Він полягає у тому, що самка більша за самця .
Ці риби — живородні, хоча ще зовсім недавно французькі вчені вважали, що латимерия відкладає яйця між каменями в природних укриттях, а вже самець запліднює і охороняє їх. Вагітність латимерій дуже тривала (близько 13 місяців), самиці стають статевозрілими у віці більше 20 років (як у деяких осетрових), і після досягнення статевої зрілості розмножуються один раз на декілька років. Досі невідомо, як відбувається внутрішнє запліднення, і де живуть молоді риби декілька років після народження. При зануреннях жодної молодої риби не було виявлено біля берегів або в печерах, і всього дві були знайдені вільно плаваючими в товщі води.
Американські вчені вважали, що латимерия яйцеживородна, тобто її яйця не піддаються зовнішнім впливам, а запліднюються і розвиваються прямо в утробі матері. Доказом цього став розтин латимерії з ембріонами в її яйцепроводах. Кількість ікринок — до 20 штук, і їх розмір досить великий, з тенісний м'яч.
Розглянуті ембріони відрізнялися від дорослих особин розміром, наявністю, жовткового мішка і більшими, щодо розміру тіла очей. Довжина молодих латимерій — від 30,1 до 32,7 см (відомо максимум близько 33 см), діаметр їх жовткових мішків — від 8 до 12,9 см. Усі знайдені ембріони мали добре розвинені травну систему і зуби. Таким чином, додаткове живлення ембріонів відбувається за рахунок залишків надмірних яєць.
Крім всього, відомо, що у деяких видів акул ембріони живляться яйцями і іншими ембріонами, і нарешті народжується лише одна велика особина. Можливо, що така оофагія відбувається і в латимерій.
Таким чином очевидно, що латимерії — це риби з дуже розвиненою і складною репродуктивною системою.

## Заходи по збереженню виду

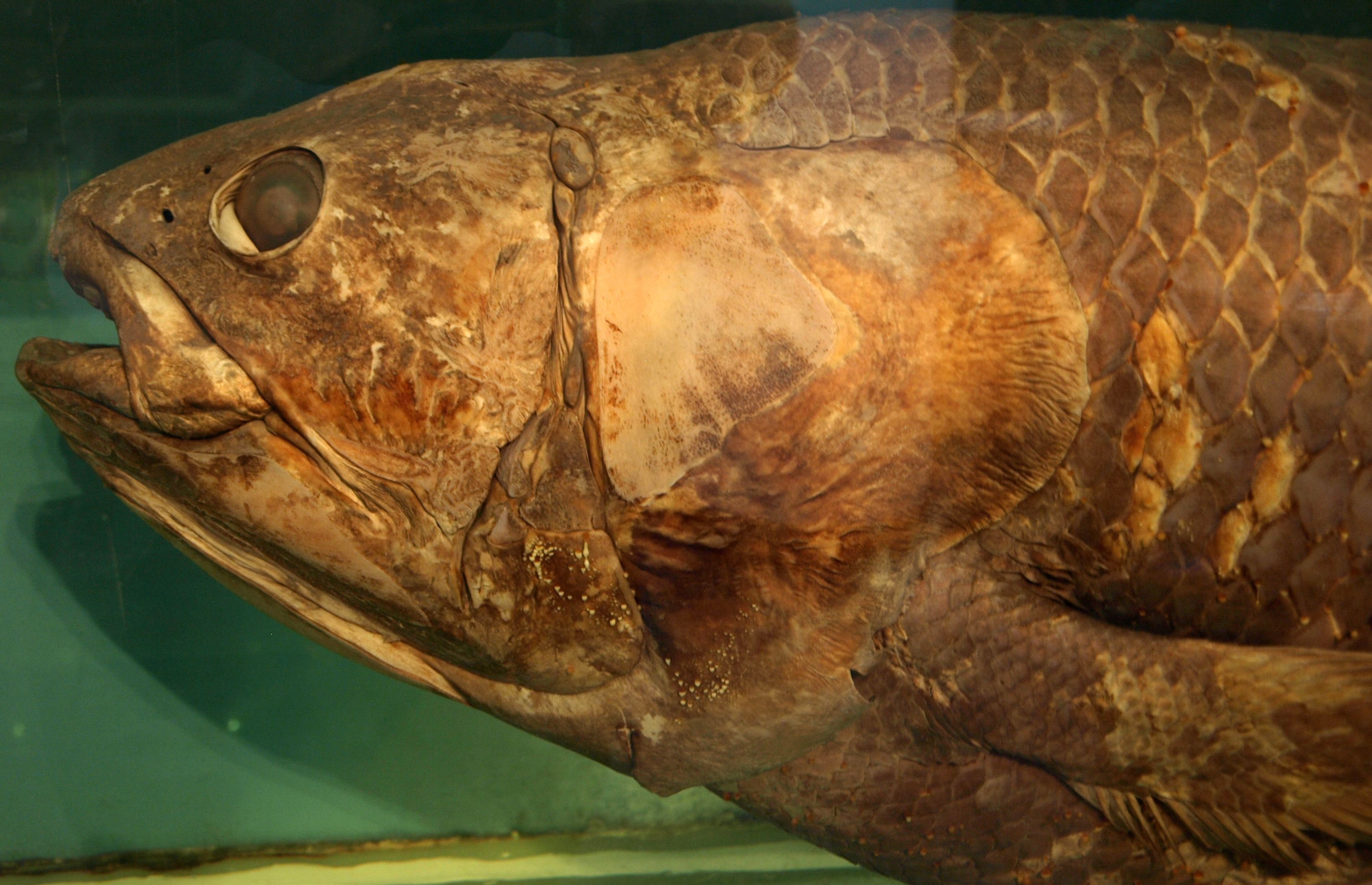
Латимерія коморська в Палеозоологічному музеї Китаю

Популяції целакантів знаходяться під контролем і вилов цієї риби суворо заборонено. Останнім часом чисельність коморскої популяції зменшується — це пов'язують з її незаконним виловом місцевими мешканцями.
Хоча м'ясо латимерії не їстівне, і викликає у людини отруєння та сильний пронос, проте є охочі впіймати цінний експонат для приватної колекції. Тому владі разом з ученими доводитися проводити роз'яснювальну роботу серед місцевих мешканців і всілякі акції по збереженню даного виду, тим самим залучаючи громадськість і туристів. Наприклад, місцевим рибалкам видавали моторні човни, на яких вони могли б плавати далеко в море, туди, де немає жодних шансів виловити цінну рибу, або встановлювали буї з приманкою для лову різних риб подалі від берега, де глибина води для латимерій була занадто великою, або навпаки, на малій для целаканта глибині.
Зацікавленість місцевих жителів у збереженні латимерії підвищують і доходи від туристичного бізнесу. Так, в одному поселенні організували спеціальний центр, де розповідають, і показують за допомогою підводного телекамери латимерій, які відпочивають вдень у підводних печерах. На даний момент, чисельність коморскої популяції налічує близько 200 риб., проте деякі дослідники оцінюють чисельність цієї локальної популяції в 300—400 дорослих особин.

Латимерія коморська була визнана видом, який потребує невідкладних заходів охорони, для чого в 1987 році у місті Мороні (столиця Союзу Коморських Островів, острів Гранд-Комор) була заснована Рада зі Збереження Целакантів (Coelacanth Conservation Council, CCC).

## Значення для людини
До середини XX століття, коли була визнана велика наукова цінність латимерій, їх час від часу виловлювали і використали в їжу заради їх гіпотетичної здатності лікувати малярію. Завдяки великому вмісту рідкого жиру м'ясо латимерії має сильний запах і смак тухлятини, а також є причиною сильного проносу. Проте і зараз, латимерія коморська є досить цінним видом для вивчення.
Досі вчені намагаються зрозуміти, як ці тварини дожили до наших часів. Дослідники припустили, що ці риби не володіють високою швидкістю пересування, тому зайняли глибини, де інші рухливі і хижі риби просто не змогли б вижити. Ці релікти є живим свідченням того, що спочатку всі тварини жили у воді, і лише потім опанували суходіл. Природними ворогами латимерій є акули.
Збереження даного виду важливо для науки і людей. Завдяки латимеріям вчені намагаються відновити картину світу, що існувала багато мільйонів років тому. Звичайні люди можуть просто отримати естетичне задоволення і розширити свій кругозір від спілкування з цим реліктом.